# Dietilestilbestrol
Dietilestilbestrol (DES) é um estrogéneo não esteroide sintetizado pela primeira vez em 1938. A exposição humana ao dietilestilbestrol ocorreu a partir de diversas fontes, como pela ingestão de carne de gado ao qual era administrado o fármaco e como tratamento médico para determinadas doenças, incluindo cancro da mama e cancro da próstata. Entre a década de 1940 e 1971, o DES era administrado a mulheres grávidas, na crença equivocada de que reduzia o risco de complicações na gravidez. No entanto, em 1971 demonstrou-se que o DES causava carcinoma vaginal, um tumor raro, em mulheres que tinham sido expostas a esta droga in utero. Estudos posteriores também demonstraram que o DES pode potencialmente causar uma série de efeitos adversos graves ao longo da vida daqueles que foram expostos.